# Centrochares borneensis
Centrochares borneensis är en insektsart som beskrevs av William Lucas Distant. Centrochares borneensis ingår i släktet Centrochares och familjen hornstritar. Inga underarter finns listade i Catalogue of Life.